# Onkel Paul (Tegeler See)
Onkel Paul war der Name von fünf Fahrzeugen des Unternehmers Paul Bauer, die auf dem Tegeler See im Einsatz waren. Aber auch der Betrieb selbst, der sich offiziell Onkel Paul Motorboote oder Motorboote „Onkel Paul“ nannte, wurde mitunter  abgekürzt Onkel Paul genannt und ebenso der Inhaber Paul Bauer.

## Geschichte
Paul Bauer (* 1896 in Potsdam; † 1966) stammte aus einer Fürstenwalder Schifferfamilie und beförderte zunächst, wie schon sein Vater, mit einem Frachtkahn Lehm bzw. Ziegel für die Rauensche Ziegelei in Fürstenwalde, Formlehm für die Borsigwerke und ähnliche Güter. 1924 heiratete er. Angesichts der Tatsache, dass sich mit den Kahntransporten immer weniger Geld verdienen ließ, orientierte er sich um, zog nach Tegel und etablierte dort im Jahr 1930 seine Reederei Paul Bauer. Bis 1934 kaufte er seine ersten drei Schiffe, 1935 kamen noch zwei weitere hinzu.

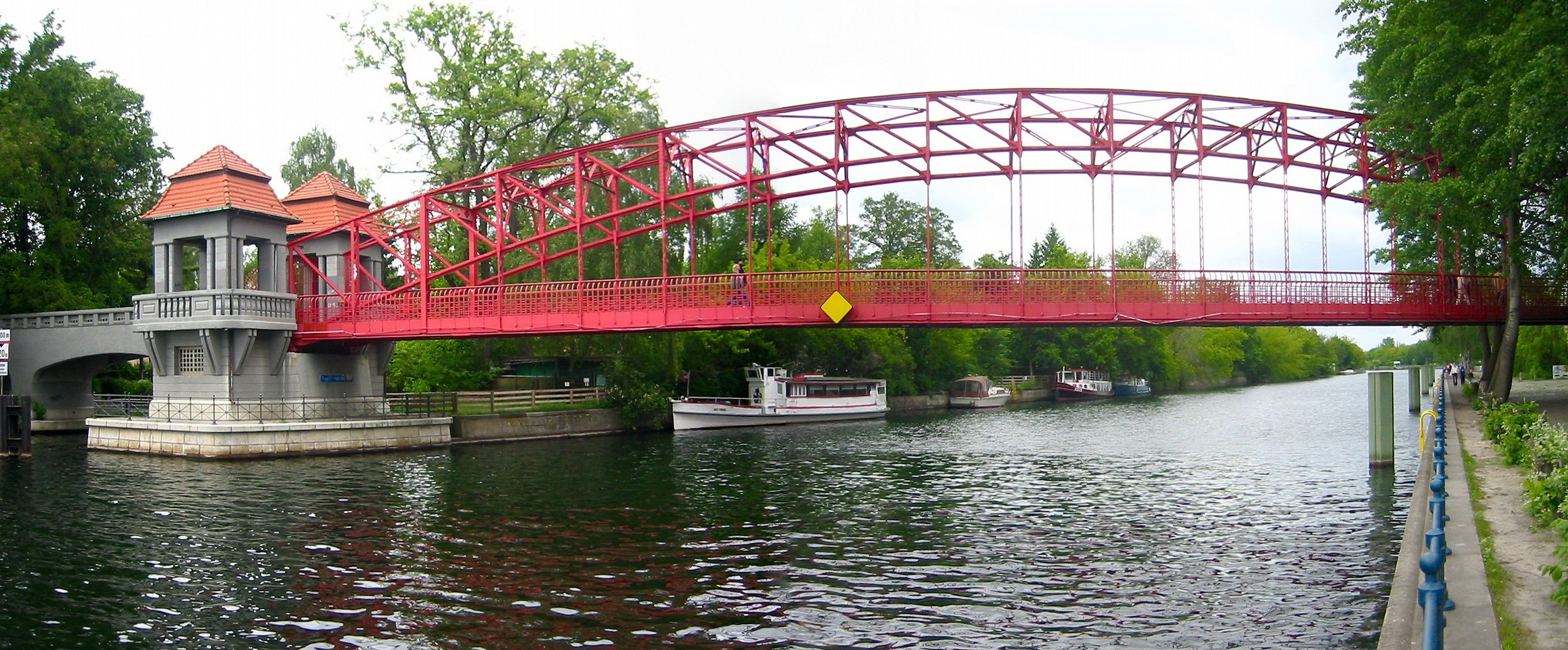
Die Tegeler Hafenbrücke mit dem 1926 gebauten Schiff Alt-Tegel

Die Schiffe fuhren die Stationen Strandbad Tegel, Tegelort, Jörsfelde und Saatwinkel an, ein Angebot, von dem die Besucher der Strandbäder und Gaststätten bald regen Gebrauch machten. Die Hauptabfahrtstelle befand sich zunächst unter der Tegeler Hafenbrücke, die auch „Sechserbrücke“ genannt wird. Etwa um 1935 verlegte Bauer sie aber an das Seeufer zwischen dem Bootshafen und der Sechserbrücke. An Sonn- und Feiertagen fuhr, als Paul Bauer fünf Fahrzeuge im Einsatz hatte, alle 25 Minuten ein Fahrzeug namens Onkel Paul dort ab. Bei den Kindern war der Betreiber „Onkel Paul“ beliebt, weil er, obwohl schimpfend, seinen Spaß daran hatte, wenn sie versuchten, die Fahrzeuge zum Schaukeln zu bringen.
Der Betrieb überstand den Zweiten Weltkrieg, wenn auch nicht ohne Einbußen: Onkel Paul II wurde von der Wehrmacht requiriert und ist in Russland oder Polen verschollen.
Der Betrieb existierte bis 1963. Er wurde zeitweise von Paul Bauer zusammen mit seinem Sohn geleitet, der ihn aber offenbar 1963 nicht übernehmen wollte oder konnte.

## Schiffe
Zunächst hatte Bauer nur ein einziges Schiff zur Verfügung, ein Fahrzeug, das 1914 auf der Schiffswerft Jean Stauf in Königswinter gebaut worden und in Mainz beheimatet gewesen war. Es war von der französischen Besatzungsmacht requiriert und als Kontrollboot der alliierten Kontrollkommission bei Königswinter eingesetzt worden. 1929 war es nach Köln gekommen. Dort hatte Paul Bauer das Schiff, das 91 Personen transportieren konnte, gekauft und per Bahntransport nach Tegel kommen lassen. Er gab ihm den Namen Onkel Paul und behielt es bis 1963 in seinem Betrieb, danach wurde es laut Manfred Bluhm abgebrochen.
Aus diesem ersten Schiff namens Onkel Paul wurde die Onkel Paul I, nachdem Bauer ein weiteres Fahrzeug gekauft hatte: Die Onkel Paul II kam aus Ueckermünde.
Es folgte die Onkel Paul III. Auch dieses Fahrzeug kaufte Paul Bauer gebraucht. Es stammte aus Tegel und war bei dem Strandbadbetreiber Pieper unter dem Namen Ostende im Einsatz gewesen. Pieper hatte damit Badegäste zum Strandbad auf der Insel Hasselwerder gefahren.
Die Onkel Paul II hatte laut Groggert eine Kapazität von 84 Personen, die Onkel Paul III durfte 86 Menschen befördern.
Die Onkel Paul IV und die Onkel Paul V, die Bauer 1935 seiner Flotte hinzufügte, kamen vom Straussee bei Strausberg.
Nicht alle diese Fahrzeuge blieben bis 1963 bei Paul Bauer in Betrieb; über ihre Schicksale berichten verschiedene Quellen allerdings Unterschiedliches. Laut Manfred Bluhm ging, wie bereits erwähnt, die Onkel Paul II im Krieg verloren, und die Onkel Paul V soll laut Bluhm 1962 zu einem Sportboot umgebaut worden sein.
Von den restlichen drei Fahrzeugen wurde, nachdem Motorboote „Onkel Paul“ seinen Betrieb eingestellt hatte, laut Bluhm eines, nämlich die Onkel Paul IV, an den Reeder Günter Taube weiterverkauft. Onkel Paul I wurde, wie erwähnt, abgebrochen, und das letzte Fahrzeug wurde zunächst in Onkel Paul ohne Nummernzusatz umbenannt und fuhr später als Verkaufsboot für Wassersportler unter dem Namen Präpelboot I. Bluhm redet hier plötzlich von einer Onkel Paul VI, die es aber nie gegeben hat, und gibt dafür keine Auskunft über den Verbleib der Onkel Paul III.
Zum Teil recht anders lauten die Auskünfte über Bauers Fahrzeuge bei Kurt Groggert. Bei diesem sind nämlich schon für 1953 nur noch zwei Fahrzeuge vermerkt, die für die damals Bauer & Sohn genannte Reederei fuhren: Die Onkel Paul IV, die für die Beförderung von 100 Personen zugelassen war, und die Onkel Paul I mit ihrer Kapazität von 91 Fahrgästen. Und laut Groggert war es die Onkel Paul IV, die später als Präpelboot I fuhr und im März 1985 im Hafen Britz sank. Bluhm ist also wahrscheinlich ein Zahlendreher bei seiner Angabe „Onkel Paul VI“ unterlaufen. Was später mit dem 15,13 Meter langen und 2,99 Meter breiten Präpelboot geschah, das 1912 auf der Werft Gebr. Maass in Neustrelitz gebaut worden war, ist Groggerts Buch nicht zu entnehmen.